# Liseen

Twee lisenen (1) verbonden door een rond boogfries (2)

Lisenen zijn in de bouwkunst verticale, iets uit de muur springende stroken zonder voetstuk of bekroning. Ze hebben een decoratieve functie: door het gebruik van lisenen wordt een muur in vlakken verdeeld (geleding).
Een liseen wordt een rondboogliseen genoemd als deze via een of meerdere rondbogen verbonden is.
Andere muurverzwaringen zijn: steunbeer en pilaster.